# Teufelsschlucht (Granitz)

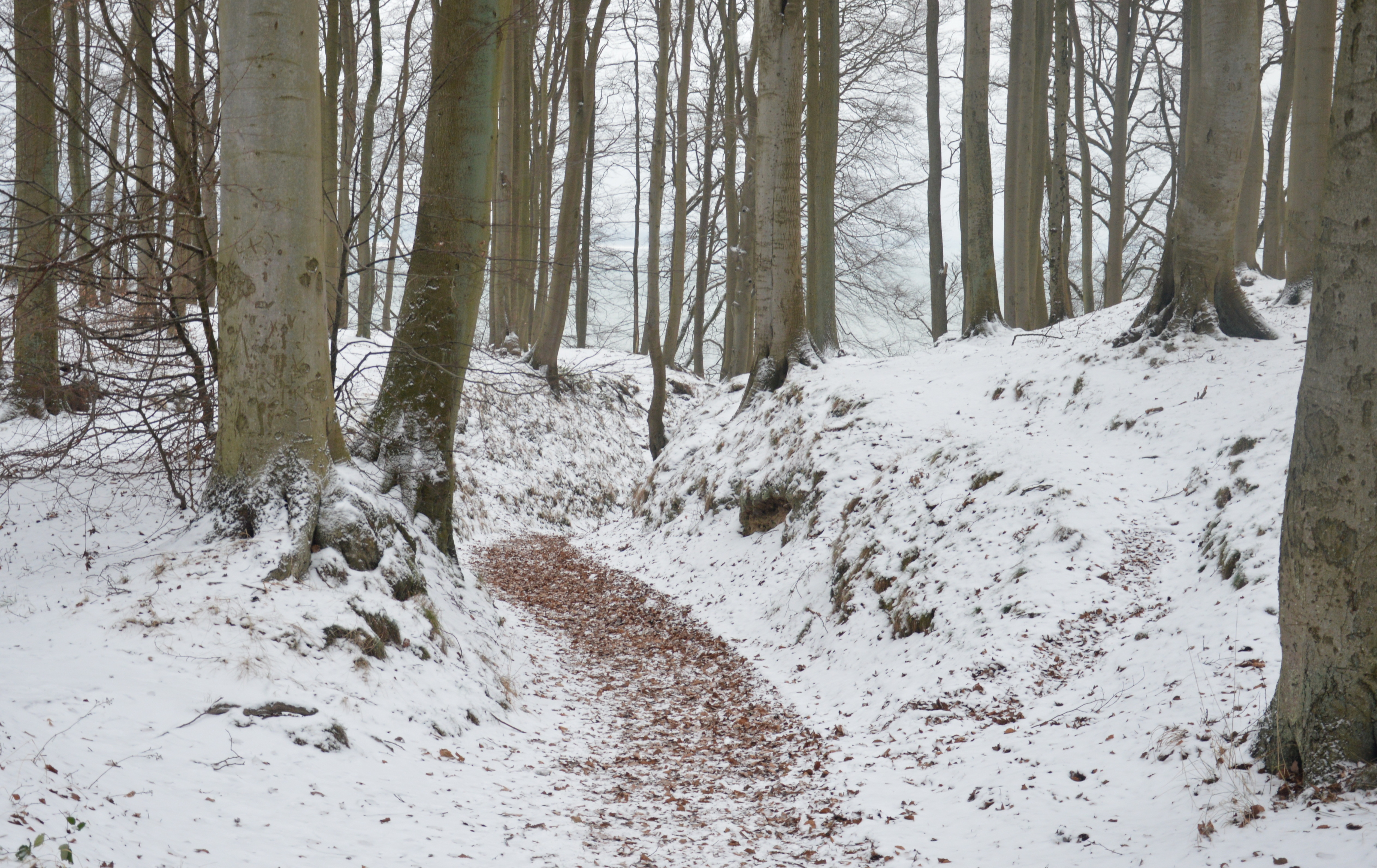
Oberer Zugang zur Teufelsschlucht (2017)

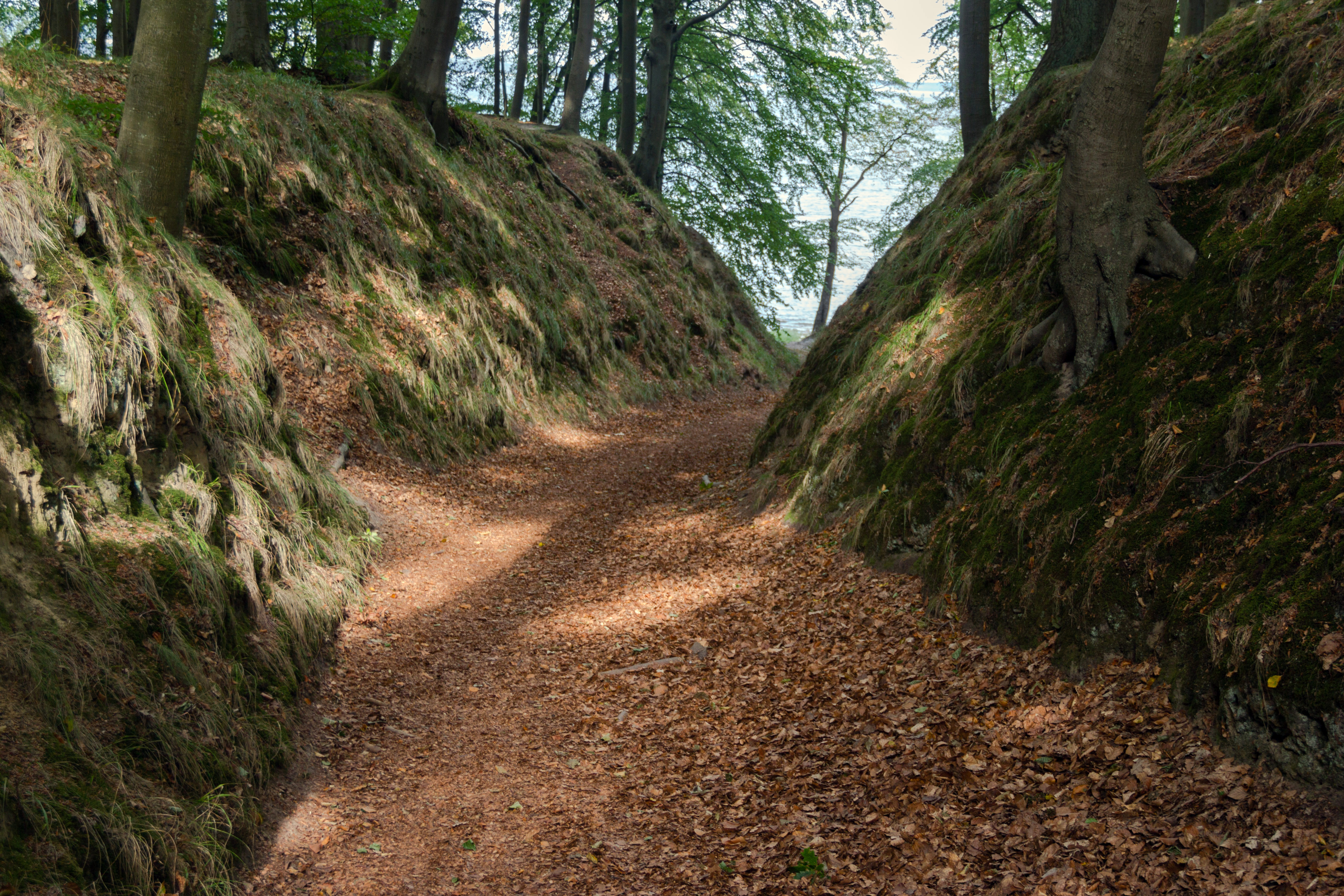
Unterlauf der Teufelsschlucht

Die Teufelsschlucht ist ein Hohlweg in der Granitz auf Rügen in der Gemarkung von Binz. Sie liegt etwa einen Kilometer östlich der Ortslage von Binz.
Der etwa 130 Meter lange Weg führt von dem zwischen Binz und Sellin verlaufenden Hochuferweg Granitz in nordwestlicher Richtung hinunter zum Ostseestrand. Die Schlucht schneidet sich pittoresk in das Hochufer ein, sie ist Teil des Wanderwegenetzes der Granitz.